# Thomas van Grinsven
Thomas van Grinsven ('s-Hertogenbosch, 24 februari 1994) ook bekend als: Gewoon Thomas, is een Nederlandse youtuber en kinderboekenschrijver.

## Carrière

### YouTube
In juni 2015 startte Thomas zijn eigen YouTube-kanaal. Al snel plaatste hij elke week een nieuwe video. Op dit moment plaatst hij elke dinsdag een nieuwe video op zijn kanaal Gewoon Thomas. In april 2017 behaalde Thomas de 100.000 abonnees. In december 2023 waren dat er 1.000.000.
Naast zijn YouTube-kanaal heeft hij op TikTok meer dan 730.000 volgers en op Instagram zo'n 315.000 volgers.

### Schrijven
Naast het maken van YouTube-video's schrijft Van Grinsven ook boeken, samen met zijn vriend en partner Rutger Vink. In september 2021 bracht het duo het kinderboek De avonturen van Rutger, Thomas en Paco - De magische halsband uit, waarin hun hond Paco de hoofdrol speelt. Dit boek werd bekroond met de Prijs van de Nederlandse Kinderjury 2022. In september 2022 brachten een vervolg uit onder de naam De Tijdmachine.
Het succes werd voortgezet met de uitgave van De avonturen van Rutger, Thomas en Paco 2 - De tijdmachine in september 2022. Dit boek werd het bestverkochte oorspronkelijk Nederlandstalige kinderboek van dat jaar en stond hoog genoteerd in de CPNB Top 100 van 2022.
In 2023 werd hun serie uitgebreid met Het doeboek van Rutger, Thomas en Paco, gevolgd door het derde leesboek De avonturen van Rutger, Thomas en Paco 3 - Het pretpark dat op 12 september 2023 verscheen, met dit boek wisten Van Grinsven en Vink voor het derde jaar op rij de Prijs van de Nederlandse Kinderjury te winnen. Wegens aanhoudend succes werd de serie uitgebreid met een vriendenboek, tweede doeboek, moppenboek en vakantieboek. 
In september 2024 kwam het vierde leesboek De avonturen van Rutger, Thomas en Paco 4 - De safari uit. Ook dit boek werd bekroond de Prijs van de Nederlandse Kinderjury 2025. 

### Film
Op 10 oktober 2024 maakten Van Grinsven en Vink bekend dat ze bezig zijn met de opnames van hun eerste bioscoopfilm. De film van Rutger, Thomas & Paco  ging in de zomer van 2025 in première met Vink, Van Grinsven en hun hond Paco zelf in de hoofdrollen.

### Bestseller 60
| Boeken met noteringen in de Nederlandse Bestseller 60 | Jaar van verschijnen | Datum van binnenkomst | Hoogste positie | Aantal weken | Opmerkingen                                                              |
| ----------------------------------------------------- | -------------------- | --------------------- | --------------- | ------------ | ------------------------------------------------------------------------ |
| De magische halsband                                  | 2021                 | 22-09-2021            | 2               | 103          | in samenwerking met Rutger Vink Prijs van de Nederlandse Kinderjury 2022 |
| De tijdmachine                                        | 2022                 | 21-09-2022            | 1(3wk)          | 57           | in samenwerking met Rutger Vink Prijs van de Nederlandse Kinderjury 2023 |
| Het pretpark                                          | 2023                 | 20-09-2023            | 2               | 31           | in samenwerking met Rutger Vink Prijs van de Nederlandse Kinderjury 2024 |
| Het moppenboek van Rutger, Thomas en Paco             | 2024                 | 14-02-2024            | 1(1wk)          | 24           | in samenwerking met Rutger Vink                                          |
| De safari                                             | 2024                 | 11-09-2024            | 1(2wk)          | 29           | in samenwerking met Rutger Vink                                          |
| Het moppenboek van Rutger, Thomas en Paco 2           | 2025                 | 19-02-2025            | 5               | 9            | in samenwerking met Rutger Vink                                          |

## Prijzen
| Prijs                                                         | Jaar | Resultaat |
| ------------------------------------------------------------- | ---- | --------- |
| Kinderjury: Beste kinderboek 2022 (Voor De magische halsband) | 2022 | Gewonnen  |
| Gouden Boek voor De magische halsband                         | 2023 |           |
| Gouden Boek voor De tijdmachine                               | 2023 |           |
| Het gala van de gouden K's: YouTube-hit                       | 2023 | Gewonnen  |
| Kinderjury: Beste kinderboek 2023 (Voor De tijdmachine)       | 2023 | Gewonnen  |
| Gouden Boek voor Het pretpark                                 | 2024 |           |
| Platina Boek voor De magische halsband                        | 2024 |           |
| Kinderjury: Beste kinderboek 2024 (Voor Het pretpark)         | 2024 | Gewonnen  |
| Kinderjury: Beste kinderboek 2025 (Voor De safari)            | 2025 | Gewonnen  |